# 大明镇 (调兵山市)
大明镇，是中华人民共和国辽宁省铁岭市调兵山市下辖的一个乡镇级行政单位。

## 行政区划
大明镇下辖以下地区：
明东社区、明西社区、顾家房村、大明村、创业村、太平山村、大江屯村、小江屯村、沙后所村、团结村、小青堆子村和调兵山工业园区社区。